# 薛岳
薛岳（1896年12月17日—1998年5月3日），原名仰岳，字伯陵，中華民國陸軍一級上將，广东韶州府乐昌县客家人，為民國年間名將，在抗日战争中多次胜利，被认为是抗战中歼灭日军最多的中国将领，因此被日軍冠以“薛老虎”之稱。

## 早年
薛岳於1896年出生，原名薛仰岳，因出生时在中日甲午战争中清朝刚战败，其父起名“仰岳”以求能效法岳飞成为民族英雄。薛仰岳后改名薛岳，以示不仅仰慕岳飞，更将身体力行。1909年加入中国同盟会，1912年春考入广东陆军小学，与张发奎、叶挺为同学。但薛岳未随广东陆军小学的同学升入湖北武昌的第二陆军预备学校。也未在1917年初进入保定陸軍軍官學校第六期。见1987年河北省政协文史委编辑出版的《保定陆军军官学校》一书中收有民国十一年编录的《保定军校同学录》的完整资料。《张发奎口述自传》详细记载了薛岳从陆军小学到参加二次革命、1914年被广州法租界逮捕入狱、第一次出狱是1916年9月，后又再次被捕入狱，于1917年初方才重获自由，回到家乡，最后投身粤军的经历：

[按：第二陆军预备学校第二期毕业时，叶挺等升入保定军校六期，而张发奎未能去保定军校六期而从武昌回乡]“到了广州，我写信给住在乐昌乡下的薛岳，我叫他来广州，于是我们合住一间旅舍。我的钱花光了，必须去找工作。我们去找梁树熊介绍。他是个革命者，同薛岳一起坐过牢；此时正担任煙酒专卖局总务主任。他介绍薛岳去专卖局石龙办事处，介绍我去肇庆办事处。”
[按：1917年，保定军校第六期的第一学年之时]“李福林要求广西都督陸榮廷委任胡汉民的堂弟胡毅生为广州士敏土厂厂长。于是，革命党人就有饭吃了。薛岳、司徒非、刘纪文和我都在该厂找到了工作。”
[按：1918年，保定军校第六期的第二学年也是最后一个学年]“邓铿号召在水泥厂工作的革命青年参加粤军，我告诉他我不能去，因为我要照顾张嘉斌[按：张发奎的胞弟]的学业。薛岳去了”

1918年7月，在保定军校尚未毕业，便南下广东，参加孙中山新建立的援闽粤军，任司令部上尉参谋。後曾任孙中山警卫团第一营营长。
1922年陈炯明与孙中山闹翻双方陷于战事，薛岳曾保护宋庆龄脱险。
粤军被蒋介石收编，编为北伐军第一军第3师，第3师的军官又与第1、2师混编，薛岳以收编粤军军官的身份进入蒋介石嫡系第一军。北伐初期任国民革命军第一軍第一師師長。
1927年四一二事变之前，曾建议中共中央：“把蒋介石当反革命抓起来！”

## 第一次國共內戰
1927年蔣中正清黨，薛岳因“不反对逮捕共产党，但是反对枪杀他们”被迫离开蔣中正第一军，回到广东改投李濟深国民革命军第四軍，拉队伍任新编第二师师长。师部就设在省议会旧址上，大门是对正东较场。当时东较场是清党的刑场，天天都闻到杀人的枪声，有时还是连珠般地响个不停。副师长邓龙光。参谋长罗梓材，参谋处长孟敏，副官处长吴飞，经理处长黄国维，军医处长冯某，政治部主任戴振魂/凌仲冕（代理）。
- 邓龙光团
- 黄固团
- 陈公侠团

不到一个月新二师开韶关整理训练。
张发奎回粤后，薛带新编二师加入张发奎系统。第四军内部发生纷争赶走军长缪培南，迎回张发奎任军长，薛岳又顶上去做张发奎的副手。1927年11月17日凌晨爆发广州张黄事变。广州起义发生后，粤军第四军的主力在东江一时回不来，只好把西江方向的薛岳师调入城，彻底镇压了广州城内的共产党。1927年下半年这一系列事件导致粤军第四军损失惨重。张发奎系粤军追随汪精卫改组派的政治策略，1928年接受蔣中正改编参加二期北伐；1930年中原大战时，张发奎系粤军第四军倒向桂系李宗仁、白崇禧一起反蒋。粤（张发奎）桂联军进入衡阳的时候，粤军的蒋光鼐、蔡廷锴部尾随而至，断了张发奎后路。随之衡阳决战，结果张、桂联军惨败。张发奎下手，第四军被迫归顺蔣中正，实行中央化，薛岳当上了第四军军长，薛岳率领粤军第四军弃桂投蒋，背景是当时汪蒋合流。
此后在中央军系统中，由于陈诚也有粤军第一师经历，志在接班的陈诚广纳班底，把浙军系统和粤一师邓演达系的干部都被纳入陈诚的小团体。薛岳得到陈诚的信任、推荐，在国共战争期为蔣中正重用负责追剿中国工农红军，曾经多次重创红军。中央红军长征，率领国民党中央军8个师穷追不舍，有「紅軍一路跑，薛岳一路追」之說，被當時紅軍視為「長征頭號敵人」。红军入湘后，蔣中正任命何键为追剿军总司令，薛岳为前敌总指挥、第二路司令，辖第59、90、92、93师。1934年11月「湘江戰役」，薛部追上紅軍大戰六天，紅軍自原先8萬6千兵力剩下殘軍3萬潰敗於薛岳。1935年1月25日，蔣中正任命薛岳为贵阳绥靖主任，掌握了贵阳与省政。1935年2月2日，成立湘鄂川黔边区剿匪军第二路军，总司令龙云，共十二个师、四个旅，薛岳为前敌总指挥，对长征路过云南的红军第一方面军主力进行防堵追剿，该路军下辖：
- 第一纵队：吴奇伟部辖第59、90、92、93师，共4个师；
- 第二纵队：周浑元部辖第5、13、96、99师，共4个师；
- 第三纵队：滇军孙渡部第2、5、7、预备旅共4个旅；
- 第四纵队：黔军王家烈部第1、2、3、8、教导师，共5个师。

## 抗日戰爭
1937年6月2日，貴州省政府代主席薛岳宣誓就職:5437。抗日战争期间，参加淞沪会战，指挥了徐州会战、武汉会战、四次长沙会战等会战，指揮的前五場會戰每戰都造成日軍逾萬人傷亡；分別任第一戰區第一兵團司令，第九戰區第一兵團司令，第九戰區副总司令。1944年3月5日，湖南省政府主席、第九戰區代司令長官薛岳在國民政府行政院會議發言中指出：「湖南省戰時對國家貢獻居全國之冠！」與會者全體起立鼓掌。薛岳曾经指挥万家岭战役等多次战役，並且在第三次長沙戰役以其著名的“天爐戰法”消灭了大量日军，但該戰術在第4次会战遭到橫山勇利用兵力優勢破解。1945年6月26日，國民政府任命吳奇偉為湖南省政府主席，原任薛岳免職:7746。
1946年10月10日，荣膺美国总统杜鲁门所授總統自由勳章（Medal of Freedom）。

## 第二次國共內戰
抗日战争结束后，薛岳指挥国军百万野战部队大舉进攻华东解放区。1947年1月10日，國軍佔領蘇北沭陽，蔣指示徐州綏靖公署主任薛岳，繼續進擊，求於10日內結束蘇北軍事:8263。
1947年1月鲁南战役失败，薛岳损失了蔣中正最重视的机械化部队第一快速纵队，薛岳失去军事指挥权。参谋总长陈诚接任华东国军指挥权，部署筹划了莱芜战役，損失李仙洲部队6万余人。薛岳被当作替罪羊，1947年3月3日蔣中正以“指挥无力，名声低落”的罪名撤了薛岳的职。1947年5月10日，國民政府特任薛岳為國民政府參軍長，原委商震應免本職:8351。1948年5月，轉任总统府参军长。
1949年初，全家族从上海乘专列撤回广东乐昌老家。1949年1月21日，代总统李宗仁任命薛岳為广东省政府主席兼广东省保安司令:239。2月2日，廣東省政府主席薛岳對美聯社記者聲稱，建立粵、桂、閩、湘四省聯盟:8801。2月4日，薛岳於廣州宣布施政三大原則：一、政治自由；二、經濟民主；三、軍事自衛:8803。中國共產黨占领大陆后，撤退至海南岛。1949年10月解放军发动广东战役。
1949年12月28日，特派薛岳為海南特區行政长官公署副長官、海南防卫总司令官。薛岳把原来广东省的6个保安师运到海南，编成了第四军、第六十三军和第六十四军，每军各2个师，又利用军舰和飞机在海南构筑了一道“伯陵防线”，嘗試將海南建设为反共基地後圖“反攻大陆”。1950年4月中共進攻海南，國軍戰敗後薛岳撤出海南並赴台。

## 赴台晚年

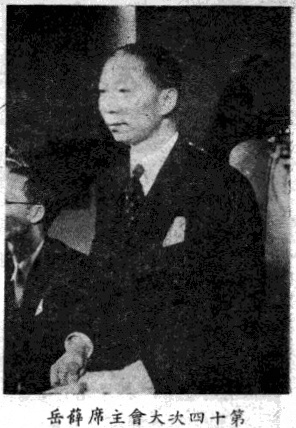
第14次大會時任主席的薛岳

抵台后獲升任一級上將，曾任總統府戰略顧問、行政院政務委員，1966年出任光復大陸設計委員會主任委員，1991年因光復會裁撤而自然卸任，擔任此職長達25年。
退休後隱居於台灣嘉義縣竹崎鄉一座農村大宅，薛岳命名其為忠恕邨，生活深居簡出。
1988年1月13日蔣經國去世，薛岳被李登輝任命為21名治喪大員之一，1月30日蔣經國大殮時，薛岳是為遺體覆蓋黨旗的八名元老之一。
1998年5月3日逝世，享壽101歲。李登輝令褒揚，全文如下：
總統府戰略顧問陸軍一級上將薛岳，剛健篤實，曉暢軍事。早歲追隨國父，獻身革命，警衛樞府，夙著忠勤。嗣參與東征、北伐、靖亂諸役，出入鋒鏑，迭建奇功；尤其剿共戰役，轉戰十數省，追奔二萬里，斬關奪寨，卓著勳勞，積功晉任陸軍上將。抗戰軍興，任第十九集團軍總司令等職，參與淞滬會戰，耀師蘭封及崑崙山諸戰場，揆文奮武，力挫強敵。旋任第九戰區司令長官，兼湖南省政府主席，民國二十八年、三十年及三十一年，日軍三犯長沙，將軍指揮若定，三殲頑敵，造成長沙三次大捷，戰功彪炳，聲震寰宇。勝利後，出任徐州綏靖公署主任、總統府參軍長、廣東省政府主席、兼海南防衛總司令等職，輔弼樞府，弘濟時艱。來臺後晉升陸軍一級上將，並於第一屆國民大會代表、總統府戰略顧問，暨光復大陸設計研究委員會主任委員等職任內，讜論閎謨，啟世牖民，忠藎精誠，良足矜式。綜其生平，緯武經文，公忠體國，勳績崇隆，名垂史乘，震古鑠今。遽聞溘逝，良深軫悼，應予明令褒揚，以示政府篤念勳耆之至意。

總統李登輝
行政院院長蕭萬長

## 著作
《原国民党将领抗日战争亲历记》，中国文史出版社 2015-05
- 《正面战场·武汉会战》 薛岳, 赵子立 著
- 《正面战场·湖南会战》 薛岳, 余建勋 著
- 《正面战场·闽浙赣抗战》 薛岳, 岳星明 著
- 《正面战场·中原抗战》陈家珍、薛岳 著

## 評價
1994年在大陆出版的张洪涛《燃烧的太阳》，对薛岳的抗日辉煌战绩给与高度评价。2005年5月再版书名改为《国殇——国民党正面战场抗战纪实》。
|          | 你们遭遇薛伯陵务必持重 |
| ——毛泽东 |                        |

|                    | 挽洪都于垂危，作江汉之保障，并与平型关、台儿庄鼎足三立，盛名当永垂不朽 |
| ——叶挺评万家岭大捷 |                                                                        |

|        | 薛岳指挥机敏，是国民党军中的一员“幹将” |
| ——粟裕 |                                        |

## 外部連結
- 抗日名将薛岳将军

| 中華民國政府職務 | 中華民國政府職務                                    | 中華民國政府職務    |
| ---------------- | --------------------------------------------------- | ------------------- |
| 前任： 孙希文    | 贵州省政府主席 1937年5月－1937年12月                | 繼任： 吴鼎昌       |
| 前任： 张治中    | 湖南省政府主席 1939年1月－1945年6月                 | 繼任： 吴奇伟       |
| 前任： 商震      | 中华民国国民政府参军长 1947年5月－1948年5月         | 机构撤销 原因：行宪 |
| 新頭銜           | 中华民国总统府参军长 1948年5月－1948年10月          | 繼任： 刘士毅       |
| 前任： 宋子文    | 广东省政府主席 1949年1月－1949年10月                | 机构撤销            |
| 前任： 陈诚      | 光复大陆设计研究委员会主任委员 1966年5月－1991年6月 | 机构撤销            |